# Ana de nadie
Ana de nadie es una telenovela colombiana producida por Estudios RCN para Canal RCN, la cual está basada en la telenovela  Señora Isabel, de Bernardo Romero Pereiro y Mónica Agudelo, en 2023. La telenovela cuenta la historia de Ana, una mujer de 50 años que deberá replantear aspectos claves de su vida al descubrir que su marido con el que ha estado 25 años le es infiel.
Está protagonizada por Paola Turbay y Sebastián Carvajal, junto con Jorge Enrique Abello, Camila Zárate, Laura Archbold, Jonathan Bedoya y la primera actriz Judy Henríquez en los roles antagónicos, con las actuaciones estelares de Adriana Arango, Adriana Romero, Lucho Velasco y Andrés Toro.
La telenovela se estrenó el 1 de marzo de 2023 por Canal RCN en sustitución de la telenovela Leandro Diaz y finalizó el 25 de julio del mismo año. Posteriormente, está disponible en vídeo bajo demanda a través de Vix.

## Sinopsis
Ana Ocampo, quien acaba de cumplir los 50, se entera de que su marido, Horacio Valenzuela, lleva 2 años siéndole infiel. Después de 25 años de matrimonio, Ana intenta salvar su matrimonio, pero se da cuenta de que no hay marcha atrás y toma la decisión de divorciarse. Esta inesperada y dolorosa realidad lleva a que se cuestione como esposa, madre, hija y hermana.
Cuando Horacio entiende que el abandono fue un error, intenta regresar, pero se encuentra con una Ana diferente, decidida a darse una oportunidad en el amor y encontrar nuevamente su felicidad con Joaquín Cortés, un hombre divorciado 15 años menor que ella. Sin embargo, la relación de Joaquín con Ana tendrá varios tropiezos a causa de Magdalena y su pequeño hijo Teo.

## Reparto
- Paola Turbay como Ana Ocampo Franco de Valenzuela
- Sebastián Carvajal como Joaquín Cortés
- Jorge Enrique Abello como Horacio Valenzuela
- Laura Archbold como Adelaida Gómez
- Camila Zárate como Magdalena Zea
- Judy Henríquez como Dolores Isabel Franco Viuda de Ocampo
- Carlos Báez como Pedro Valenzuela Ocampo
- Ilenia Antonini como Florencia Valenzuela Ocampo
- Rami Herrera como Emma Valenzuela Ocampo
- Adriana Romero como Genoveva Barbosa
- Adriana Arango como Violeta Dávila Prada
- Lucho Velasco como Benjamín Lemus
- Andrés Toro cómo Luciano Ucross
- Diana Wiswell como Oriana Castro / Oriana Ucross Dávila
- Carlos Quintero como Samuel
- Gerardo Calero como Arturo Sampedro
- Samuel Montalvo como Teo Cortés Zea
- Carmen Rosa Franco como Úrsula Rojas
- Laura Hernández como Ximena Rojas
- Ana María Pérez como Zulma Rojas
- Jonathan Bedoya como Enrique "Quique" Ramos
- Luna Valbuena como Katy Matallana
- Raúl Ocampo como Alejandro
- Pedro Falla como Lorenzo Arias
- Elizabeth Minotta como Mona Agudelo
- Carolina Cuervo como Camila Ocampo Franco
- Patrick Delmas como Roberto
- Morella Zuleta como Sofia Vargas

## Episodios
| N.º | Título                                            | Fecha de emisión original | Rating (puntos) |
| --- | ------------------------------------------------- | ------------------------- | --------------- |
| 1   | «Algo se fractura en el corazón de Ana»           | 1 de marzo de 2023        | 7.1             |
| 2   | «Entre la espada y la pared»                      | 2 de marzo de 2023        | 6.7             |
| 3   | «Un día de momentos sorpresa»                     | 3 de marzo de 2023        | 6.4             |
| 4   | «Adelaida sufre una gran decepción»               | 6 de marzo de 2023        | 6.5             |
| 5   | «El paseo de la familia Valenzuela»               | 7 de marzo de 2023        | 6.7             |
| 6   | «Un asunto de familia»                            | 8 de marzo de 2023        | 6.1             |
| 7   | «Adelaida en medio de los hombres Valenzuela»     | 9 de marzo de 2023        | 6.6             |
| 8   | «Ximena descubrió algo importante»                | 10 de marzo de 2023       | 6.9             |
| 9   | «Un matrimonio al borde del abismo»               | 13 de marzo de 2023       | 6.5             |
| 10  | «Una herida que se destapó»                       | 14 de marzo de 2023       | 7.0             |
| 11  | «No hay cura para un corazón roto»                | 15 de marzo de 2023       | 6.5             |
| 12  | «Reconciliación a la vista»                       | 16 de marzo de 2023       | 7.4             |
| 13  | «Adelaida sigue acechando la vida de Horacio»     | 17 de marzo de 2023       | 6.6             |
| 14  | «Ana se encuentra en duda»                        | 21 de marzo de 2023       | 7.4             |
| 15  | «Un héroe desdibujado»                            | 22 de marzo de 2023       | 7.8             |
| 16  | «Se acerca un inesperado encuentro»               | 23 de marzo de 2023       | 6.6             |
| 17  | «Como el agua y el aceite»                        | 24 de marzo de 2023       | 6.6             |
| 18  | «Humillación en público»                          | 27 de marzo de 2023       | 7.8             |
| 19  | «Existe la cura para el mal de amores»            | 28 de marzo de 2023       | 7.7             |
| 20  | «No hay vuelta atrás»                             | 29 de marzo de 2023       | 8.1             |
| 21  | «Sin medir las consecuencias»                     | 30 de marzo de 2023       | 8.2             |
| 22  | «No digas mentiras, Horacio»                      | 31 de marzo de 2023       | 7.2             |
| 23  | «Existen las segundas oportunidades»              | 3 de abril de 2023        | 7.4             |
| 24  | «No se puede recuperar el tiempo perdido»         | 4 de abril de 2023        | 6.8             |
| 25  | «Las oportunidades se sobornan»                   | 5 de abril de 2023        | 6.2             |
| 26  | «El efecto Joaquín Cortés»                        | 10 de abril de 2023       | 7.7             |
| 27  | «El que es, no deja de ser»                       | 11 de abril de 2023       | 7.8             |
| 28  | «Los instintos del corazón»                       | 12 de abril de 2023       | 8.5             |
| 29  | «Jaque mate»                                      | 13 de abril de 2023       | 7.8             |
| 30  | «Joaquín es la nueva moda»                        | 14 de abril de 2023       | 7.8             |
| 31  | «Los dramas del amor»                             | 17 de abril de 2023       | 7.8             |
| 32  | «Vivir sin dar explicaciones»                     | 18 de abril de 2023       | 8.2             |
| 33  | «Las mieles del amor»                             | 19 de abril de 2023       | 8.0             |
| 34  | «Los líos de la familia Valenzuela Ocampo»        | 20 de abril de 2023       | 8.0             |
| 35  | «El amor duele»                                   | 21 de abril de 2023       | 7.1             |
| 36  | «Cuando se acabe la indignación»                  | 24 de abril de 2023       | 8.2             |
| 37  | «Asumir nuevos retos»                             | 25 de abril de 2023       | 7.6             |
| 38  | «En las buenas, en las malas»                     | 26 de abril de 2023       | 7.6             |
| 39  | «Las artimañas de Horacio»                        | 27 de abril de 2023       | 7.4             |
| 40  | «Líos de amigas»                                  | 28 de abril de 2023       | 7.8             |
| 41  | «Los espacios dan un respiro»                     | 2 de mayo de 2023         | 8.4             |
| 42  | «Es hora de vivir plenamente»                     | 3 de mayo de 2023         | 7.8             |
| 43  | «Decisiones que cambian la vida»                  | 4 de mayo de 2023         | 8.5             |
| 44  | «Joaquín está contra la espada y la pared»        | 5 de mayo de 2023         | 7.1             |
| 45  | «Los problemas llegan a la puerta de Horacio»     | 8 de mayo de 2023         | 7.6             |
| 46  | «En juego largo, hay desquite»                    | 9 de mayo de 2023         | 7.8             |
| 47  | «Joaquín no logra la tranquilidad»                | 10 de mayo de 2023        | 8.0             |
| 48  | «En la guerra y en el amor, todo se vale»         | 11 de mayo de 2023        | 7.2             |
| 49  | «Ana supera sus miedos en busca de libertad»      | 12 de mayo de 2023        | 7.3             |
| 50  | «Bienvenidas las nuevas oportunidades»            | 15 de mayo de 2023        | 7.0             |
| 51  | «El respeto se gana con hechos»                   | 16 de mayo de 2023        | 7.0             |
| 52  | «Los triunfos merecen celebrarse»                 | 17 de mayo de 2023        | 7.0             |
| 53  | «Las decisiones de vida son difíciles de tomar»   | 18 de mayo de 2023        | 7.9             |
| 54  | «Horacio es destronado por Joaquín»               | 19 de mayo de 2023        | 7.7             |
| 55  | «Es mejor pensar con cabeza fría»                 | 23 de mayo de 2023        | 7.5             |
| 56  | «La mala influencia tiene sus límites»            | 24 de mayo de 2023        | 7.2             |
| 57  | «Ayudar fortalece el alma»                        | 25 de mayo de 2023        | 7.8             |
| 58  | «Es tiempo de ser un padre responsable»           | 26 de mayo de 2023        | 7.8             |
| 59  | «Las nuevas batallas de Ana»                      | 29 de mayo de 2023        | 8.1             |
| 60  | «La verdad llega tarde, pero llega»               | 30 de mayo de 2023        | 8.1             |
| 61  | «Ana asume problemas que no son suyos»            | 31 de mayo de 2023        | 7.0             |
| 62  | «Las malas noticias son las primeras que llegan»  | 1 de junio de 2023        | 7.6             |
| 63  | «Problemas en el paraíso»                         | 2 de junio de 2023        | 7.3             |
| 64  | «La duda empieza a nacer»                         | 5 de junio de 2023        | 7.5             |
| 65  | «La mentira tiene muchas caras»                   | 6 de junio de 2023        | 8.1             |
| 66  | «Se quiebra el castillo de cristal»               | 7 de junio de 2023        | 7.8             |
| 67  | «La desconfianza duele»                           | 8 de junio de 2023        | 8.6             |
| 68  | «Armando las piezas del rompecabezas»             | 9 de junio de 2023        | 8.3             |
| 69  | «Ante la intriga, la cabeza da muchas vueltas»    | 13 de junio de 2023       | 8.8             |
| 70  | «Se cae el cuento de hadas de Adelaida»           | 14 de junio de 2023       | 8.8             |
| 71  | «El corazón no aguanta tanto»                     | 15 de junio de 2023       | 8.6             |
| 72  | «Viviendo el duelo de la pérdida»                 | 16 de junio de 2023       | 9.1             |
| 73  | «Florencia enfrenta su realidad»                  | 20 de junio de 2023       | 8.8             |
| 74  | «Hay marcas que el corazón no borra»              | 21 de junio de 2023       | 7.7             |
| 75  | «Quitando la venda de los ojos»                   | 22 de junio de 2023       | 8.6             |
| 76  | «Pensamientos que llegan a confundir»             | 23 de junio de 2023       | 8.0             |
| 77  | «La cobardía no deja lucir la verdad»             | 26 de junio de 2023       | 8.8             |
| 78  | «Es mejor enfrentar la verdad»                    | 27 de junio de 2023       | 8.2             |
| 79  | «La soberbia de Horacio»                          | 28 de junio de 2023       | 8.9             |
| 80  | «Nunca es tarde para pedir perdón»                | 29 de junio de 2023       | 8.7             |
| 81  | «Ana lidia con los problemas de los demás»        | 30 de junio de 2023       | 6.8             |
| 82  | «Buscando libertad y paz»                         | 4 de julio de 2023        | 8.7             |
| 83  | «La mala suerte acompaña a Joaquín»               | 5 de julio de 2023        | 9.5             |
| 84  | «Las mentiras caen por su propio peso»            | 6 de julio de 2023        | 9.0             |
| 85  | «Después de la tormenta, llega la calma»          | 7 de julio de 2023        | 8.2             |
| 86  | «Horacio vive su peor momento»                    | 10 de julio de 2023       | 9.9             |
| 87  | «En medio de la soledad, Horacio paga su orgullo» | 11 de julio de 2023       | 9.4             |
| 88  | «Los cambios siempre son bienvenidos»             | 12 de julio de 2023       | 9.8             |
| 89  | «Horacio aprende a valorar a su familia»          | 13 de julio de 2023       | 9.4             |
| 90  | «Llega el comienzo de una nueva historia»         | 14 de julio de 2023       | 8.8             |
| 91  | «La fragilidad de la vida es evidente»            | 17 de julio de 2023       | 9.7             |
| 92  | «La encrucijada de Joaquín»                       | 18 de julio de 2023       | 9.5             |
| 93  | «Los para siempre se buscan»                      | 19 de julio de 2023       | 9.7             |
| 94  | «La felicidad no tiene un final»                  | 25 de julio de 2023       | 9.1             |

## Premios y nominaciones

### Premios Produ 2023
| Categoría                                   | Nominados            | Resultados |
| ------------------------------------------- | -------------------- | ---------- |
| Mejor telenovela corta                      | Ana de nadie         | Ganadora   |
| Mejor actriz principal - Serie y telenovela | Paola Turbay         | Nominada   |
| Mejor actor de reparto - Serie y telenovela | Jorge Enrique Abello | Nominado   |